# Brigitte Borghese
Brigitte Borghese, de son vrai nom Tamar ElKayam, est une actrice française née le 2 janvier 1951 à Mazagan au (Maroc) et morte d'une crise cardiaque le 6 février 2012 dans le 16e arrondissement de Paris.

## Biographie
Elle commence sa carrière dans les années 1970, jouant d'abord dans des comédies et des films érotiques (Tendre Dracula en 1974, Le Facteur de Saint-Tropez, 1985). Elle tourne sous la direction de Jean Rollin (Les Trottoirs de Bangkok, 1984), mais c'est N.G. Mount qui en fait son actrice favorite en la faisant successivement tourner dans Opération Las Vegas (1988), Trepanator (1992), Le Syndrome d'Edgar Poe (1995) et Brooklyn Cop (1998).

## Filmographie
- 1969 : Margo Sheli de Menahem Golan
- 1973 : Je prends la chose du bon côté de Michel Gérard
- 1974 :  Des filles expertes en jeux clandestins de Guy Maria : Gertrude
- 1974 :  La Bonzesse de François Jouffa :  Marie-Paule
- 1974 : Tout le monde il en a deux de Michel Gentil :  Malvina
- 1974 : Tendre Dracula de Pierre Grunstein : la secrétaire du producteur
- 1974 : ... Et mourir de désir de Jean Bastia : Nelly
- 1974 : Les petites saintes y touchent (ou Jeunes filles en extase) de Michel Lemoine : Joan
- 1975 : Les Bijoux de famille de Jean-Claude Laureux : Lola
- 1975 : Le Commando des chauds lapins de Guy Pérol
- 1976 :  L'Hippopotamours de Christian Fuin : Pamela
- 1984 : Les Trottoirs de Bangkok de Jean Rollin : Rita
- 1984 : Les Brésiliennes du bois de Boulogne de Robert Thomas
- 1985 : Le Facteur de Saint-Tropez de Richard Balducci : Hélène de Lespinasse
- 1985 : Ne prends pas les poulets pour des pigeons de Michel Gentil
- 1987 :  La peau de l'ours n'est pas à vendre de Jean Jabely
- 1988 : Opération Las Vegas de N.G. Mount :  Britta
- 1992 : Trepanator de N.G. Mount : Kim
- 1995 : Le Syndrome d'Edgar Poe  de N.G. Mount : Morella
- 1998 : Brooklyn Cop, téléfilm de N.G. Mount